# Langrune-sur-Mer
Langrune-sur-Mer (Langrune jusqu'en 1957) est une commune française située dans le département du Calvados en région Normandie, peuplée de 1 893 habitants.

## Géographie

### Localisation
La commune est sur la Côte de Nacre. Son bourg est à 3,5 km au nord de Douvres-la-Délivrande, à 11 km au nord-ouest d'Ouistreham et à 17 km au nord de Caen.

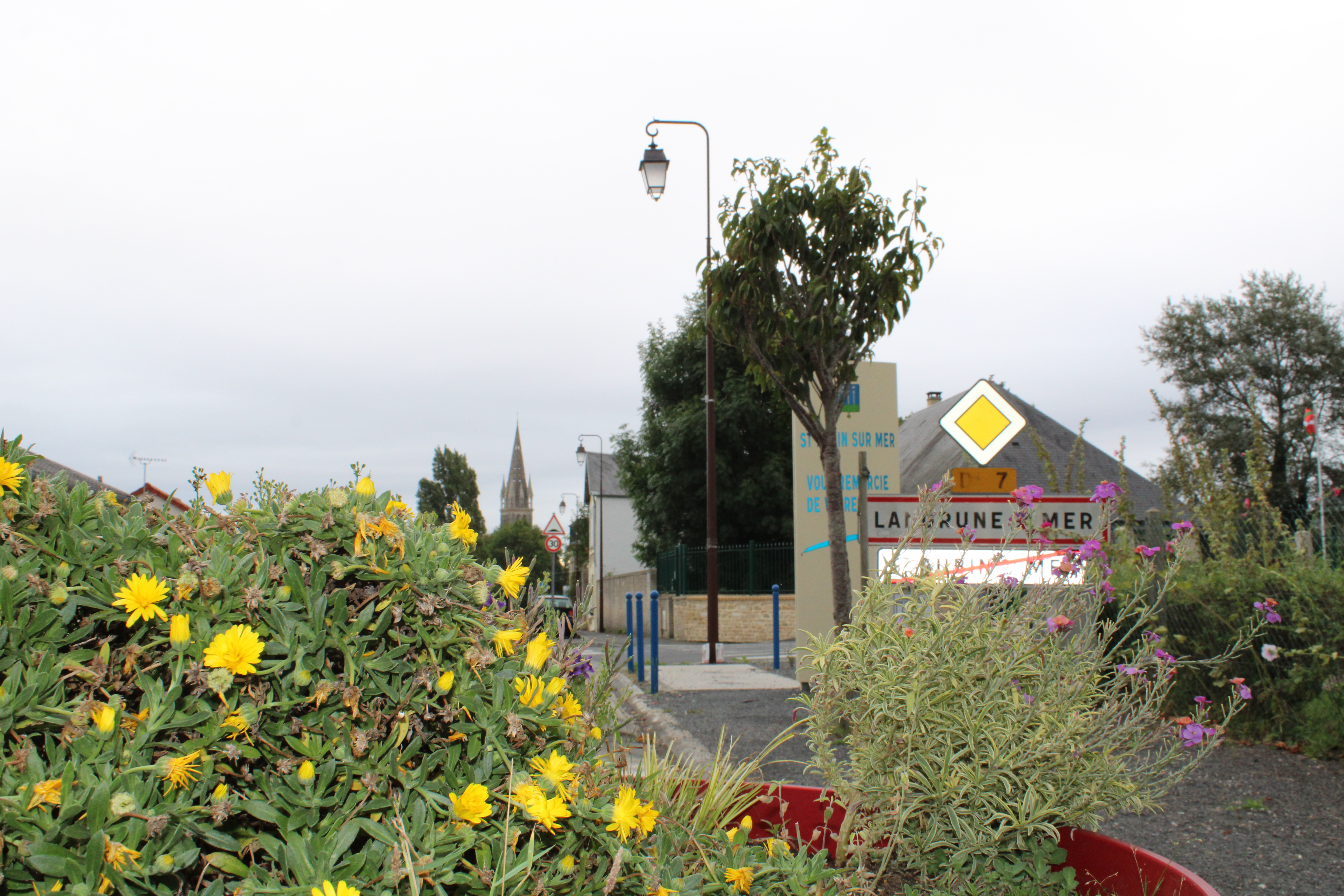
Entrée de la commune côté ouest par la depuis Saint-Aubin.

| Saint-Aubin-sur-Mer   | Mer de la Manche      | Mer de la Manche |
| Saint-Aubin-sur-Mer   | Langrune-sur-Mer      | Luc-sur-Mer      |
| Douvres-la-Délivrande | Douvres-la-Délivrande | Luc-sur-Mer      |

### Voies de communication et transports

#### Transport ferroviaire
Le bâtiment voyageurs de la gare de Langrune, en activité jusqu'en 1950, est implanté sur son territoire.

### Hydrographie
La commune est située dans le bassin Seine-Normandie. Elle est drainée par la Capricieuse,.

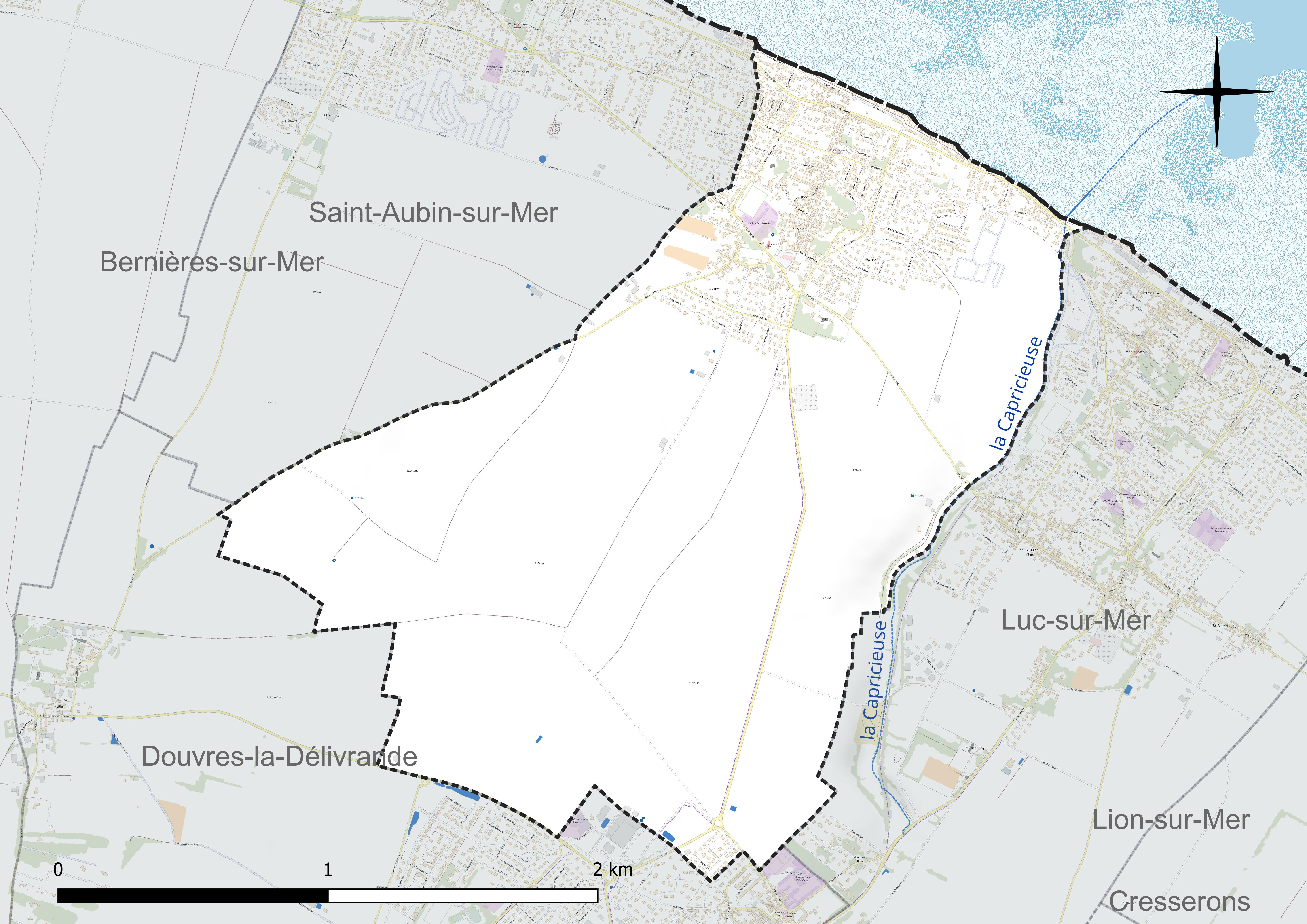
Réseau hydrographique de Langrune-sur-Mer.

### Climat
Pour des articles plus généraux, voir Climat de la Normandie et Climat du Calvados.
En 2010, le climat de la commune est de type climat océanique franc, selon une étude du CNRS s'appuyant sur une série de données couvrant la période 1971-2000. En 2020, Météo-France publie une typologie des climats de la France métropolitaine dans laquelle la commune est exposée à un climat océanique et est dans la région climatique Normandie (Cotentin, Orne), caractérisée par une pluviométrie relativement élevée (850 mm/a) et un été frais (15,5 °C) et venté. Parallèlement le GIEC normand, un groupe régional d'experts sur le climat, différencie quant à lui, dans une étude de 2020, trois grands types de climats pour la région Normandie, nuancés à une échelle plus fine par les facteurs géographiques locaux. La commune est, selon ce zonage, exposée à un « climat des plateaux abrités », correspondant à la plaine agricole de Caen à Falaise, sous le vent des collines de Normandie et proche de la mer, se caractérisant par une pluviométrie et des contraintes thermiques modérées.
Pour la période 1971-2000, la température annuelle moyenne est de 11 °C, avec une amplitude thermique annuelle de 11,7 °C. Le cumul annuel moyen de précipitations est de 668 mm, avec 11,6 jours de précipitations en janvier et 7,2 jours en juillet. Pour la période 1991-2020, la température moyenne annuelle observée sur la station météorologique la plus proche, située sur la commune de Bernières-sur-Mer à 4 km à vol d'oiseau, est de 11,7 °C et le cumul annuel moyen de précipitations est de 695,0 mm,. Pour l'avenir, les paramètres climatiques de la commune estimés pour 2050 selon différents scénarios d'émission de gaz à effet de serre sont consultables sur un site dédié publié par Météo-France en novembre 2022.

## Urbanisme

### Typologie
Au 1er janvier 2024, Langrune-sur-Mer est catégorisée petite ville, selon la nouvelle grille communale de densité à 7 niveaux définie par l'Insee en 2022. Elle appartient à l'unité urbaine de Luc-sur-Mer, une agglomération intra-départementale dont elle est ville-centre,. Par ailleurs la commune fait partie de l'aire d'attraction de Caen, dont elle est une commune de la couronne,. Cette aire, qui regroupe 296 communes, est catégorisée dans les aires de 200 000 à moins de 700 000 habitants,.
La commune, bordée par la baie de Seine, est également une commune littorale au sens de la loi du 3 janvier 1986, dite loi littoral. Des dispositions spécifiques d'urbanisme s'y appliquent dès lors afin de préserver les espaces naturels, les sites, les paysages et l'équilibre écologique du littoral, comme le principe d'inconstructibilité, en dehors des espaces urbanisés, sur la bande littorale des 100 mètres, ou plus si le plan local d'urbanisme le prévoit.

### Occupation des sols
L'occupation des sols de la commune, telle qu'elle ressort de la base de données européenne d'occupation biophysique des sols Corine Land Cover (CLC), est marquée par l'importance des territoires agricoles (81,3 % en 2018), en diminution par rapport à 1990 (84,5 %). La répartition détaillée en 2018 est la suivante : terres arables (79,6 %), zones urbanisées (18,1 %), prairies (1,7 %), zones humides côtières (0,6 %). L'évolution de l'occupation des sols de la commune et de ses infrastructures peut être observée sur les différentes représentations cartographiques du territoire : la carte de Cassini (XVIIIe siècle), la carte d'état-major (1820-1866) et les cartes ou photos aériennes de l'IGN pour la période actuelle (1950 à aujourd'hui).

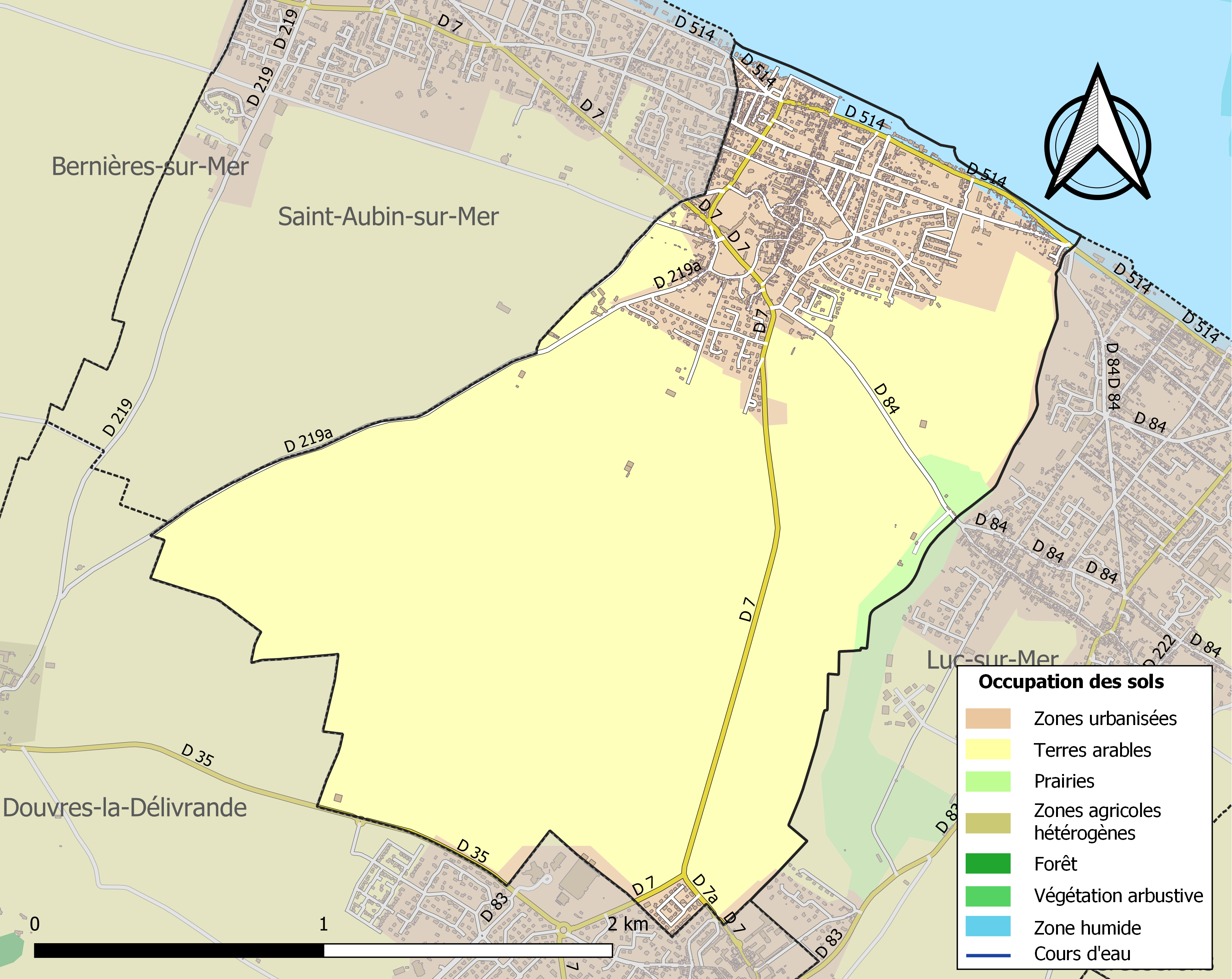
Carte des infrastructures et de l'occupation des sols de la commune en 2018 (CLC).

## Toponymie
Le nom de la localité est attesté sous les formes Langrone en 1059-1066, Lingruna en 1160, Lingronia en 1198.
L'origine du toponyme est obscure. René Lepelley émet l'hypothèse du gaulois lingo(n) « saut » (voir le peuple des gaulois Lingons) suivi d'un élément -grona, -gruna d'interprétation incertaine. François de Beaurepaire croit reconnaître le même type de formation toponymique dans Lengronne (Manche, Lengrona 1022 - 1026) ; Langrume à Limésy (Seine-Maritime, Lengrune 1405) et pense aussi à une origine prélatine, sans toutefois proposer d'explication.
Ou du norrois lyngr « bruyère » et grund « étendue herbeuse ».
Ou bien du norrois langgrunn, une côte où l'eau est peu profonde.
La référence à la mer a été ajoutée au nom de la commune en 1957 afin d'asseoir sa réputation balnéaire au regard des autres cités de la Côte de Nacre.

## Histoire
Au Moyen Âge, Langrune est un riche village de pêcheurs et de commerçants. De nombreuses maisons témoignent encore aujourd'hui de ce passé.
En 1851, le hameau de Saint-Aubin-sur-Mer est dissocié de Langrune,.
À la fin du XIXe siècle, la mode des bains de mer attire durant les mois d'été de nombreux vacanciers. Langrune obtient son classement en station climatique le 7 juillet 1926. Fin 2019, la commune n'a pas renouvelé son statut de station.
À l'aube du Jour J, Langrune est libérée par le 48e Commando du Royal Marines. Une stèle du souvenir commémore cet événement place du 6 juin.

## Politique et administration

### Liste des maires
| Période                                  | Période                    | Identité            | Étiquette | Qualité                                                       |
| ---------------------------------------- | -------------------------- | ------------------- | --------- | ------------------------------------------------------------- |
| Les données manquantes sont à compléter. |                            |                     |           |                                                               |
| av. 1947                                 | 1953                       | Jean Hardel         |           |                                                               |
| 1953                                     | septembre 1978 (démission) | Jean Lecouble       |           | Métreur                                                       |
| septembre 1978                           | mars 1983                  | André Denys         |           | Directeur d'école honoraire, ancien 1er adjoint               |
| mars 1983                                | mars 1989                  | Robert Sarazin      |           | Ingénieur                                                     |
| mars 1989                                | août 2000 (démission)      | Jean-Claude Colas   |           | Chef d'entreprise, ancien adjoint                             |
| septembre 2000                           | mars 2008                  | Guy Bédague         |           |                                                               |
| mars 2008                                | En cours (au 26 mai 2020)  | Jean-Luc Guingouain | SE        | Responsable technique bâtiment Réélu pour le mandat 2020-2026 |

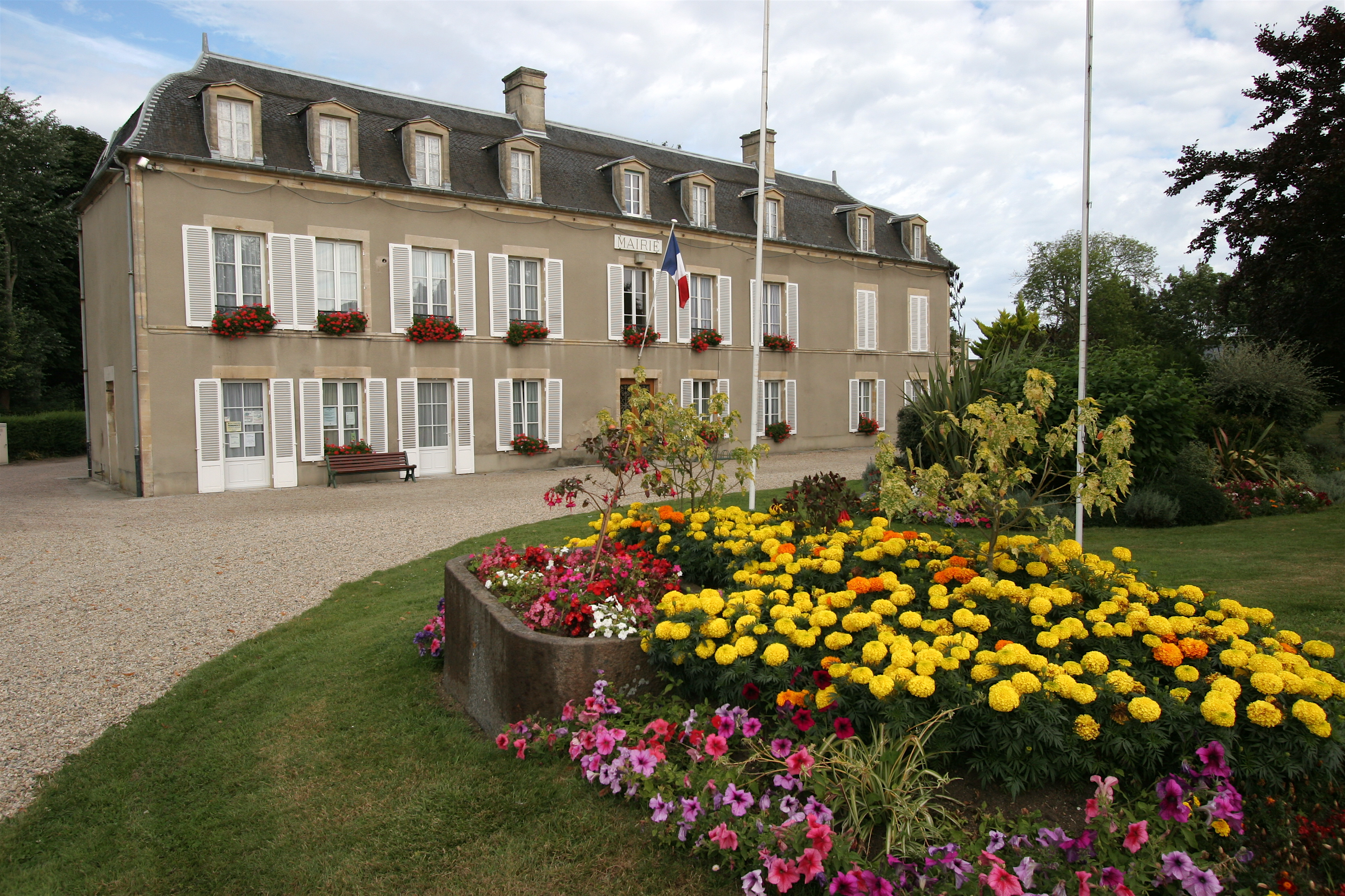
La mairie.

Le conseil municipal est composé de dix-neuf membres dont le maire et quatre adjoints.

### Jumelages
- Fishbourne (Royaume-Uni) depuis 1998. Fishbourne est un village situé entre Portsmouth et Chichester dans le comté du Sussex.

## Population et société

### Démographie
L'évolution du nombre d'habitants est connue à travers les recensements de la population effectués dans la commune depuis 1793. Pour les communes de moins de 10 000 habitants, une enquête de recensement portant sur toute la population est réalisée tous les cinq ans, les populations de référence des années intermédiaires étant quant à elles estimées par interpolation ou extrapolation. Pour la commune, le premier recensement exhaustif entrant dans le cadre du nouveau dispositif a été réalisé en 2004.
En 2022, la commune comptait 1 893 habitants, en évolution de +7,19 % par rapport à 2016 (Calvados : +1,58 %, France hors Mayotte : +2,11 %).
Langrune a compté jusqu'à 2 331 habitants en 1836, avant la scission de Saint-Aubin-sur-Mer en 1851. À partir de cette date, l'évolution démographique de Langrune, qui comptait alors 1 129 habitants, a été négative jusqu'en 1926. Il n'y avait plus alors que 686 habitants. Depuis les années 1920, l'évolution démographique est à nouveau positive, la croissance démographique étant plus forte depuis les années 1960.
Langrune-sur-Mer fait partie de l'unité urbaine de Douvres-la-Délivrande - Luc-sur-Mer, formée par les communes de Bernières-sur-Mer, Douvres-la-Délivrande, Langrune-sur-Mer, Luc-sur-Mer et Saint-Aubin-sur-Mer.
| 1793  | 1800  | 1806  | 1821  | 1831  | 1836  | 1841  | 1846  | 1851  |
| ----- | ----- | ----- | ----- | ----- | ----- | ----- | ----- | ----- |
| 1 848 | 1 720 | 2 050 | 2 140 | 2 275 | 2 331 | 2 301 | 2 306 | 1 129 |

| 1856  | 1861  | 1866  | 1872  | 1876  | 1881 | 1886 | 1891 | 1896 |
| ----- | ----- | ----- | ----- | ----- | ---- | ---- | ---- | ---- |
| 1 089 | 1 058 | 1 045 | 1 042 | 1 025 | 936  | 909  | 869  | 884  |

| 1901 | 1906 | 1911 | 1921 | 1926 | 1931 | 1936 | 1946  | 1954  |
| ---- | ---- | ---- | ---- | ---- | ---- | ---- | ----- | ----- |
| 799  | 741  | 718  | 781  | 686  | 701  | 747  | 1 121 | 1 133 |

| 1962  | 1968 | 1975  | 1982  | 1990  | 1999  | 2004  | 2006  | 2009  |
| ----- | ---- | ----- | ----- | ----- | ----- | ----- | ----- | ----- |
| 1 012 | 950  | 1 047 | 1 349 | 1 539 | 1 706 | 1 688 | 1 690 | 1 791 |

| 2014  | 2019  | 2022  | - | - | - | - | - | - |
| ----- | ----- | ----- | - | - | - | - | - | - |
| 1 701 | 1 934 | 1 893 | - | - | - | - | - | - |

### Sports
L'Association sportive de Langrune fait évoluer une équipe de football en division de district.
Le Club de voile de Langrune, actif toute l'année, propose des stages et balades nautiques dans le cadre de son école de voile. Il organise également des régates ou participe aux compétitions de la région.
L'Académie d'escrime de Langrune, spécialisée à l'épée, participe à tous les niveaux de compétition jusqu'aux championnats d'Europe et du Monde en vétérans.

## Économie et tourisme
Depuis février 2010, Langrune-sur-Mer est dénommée « commune touristique ».

## Culture locale et patrimoine

### Lieux et monuments

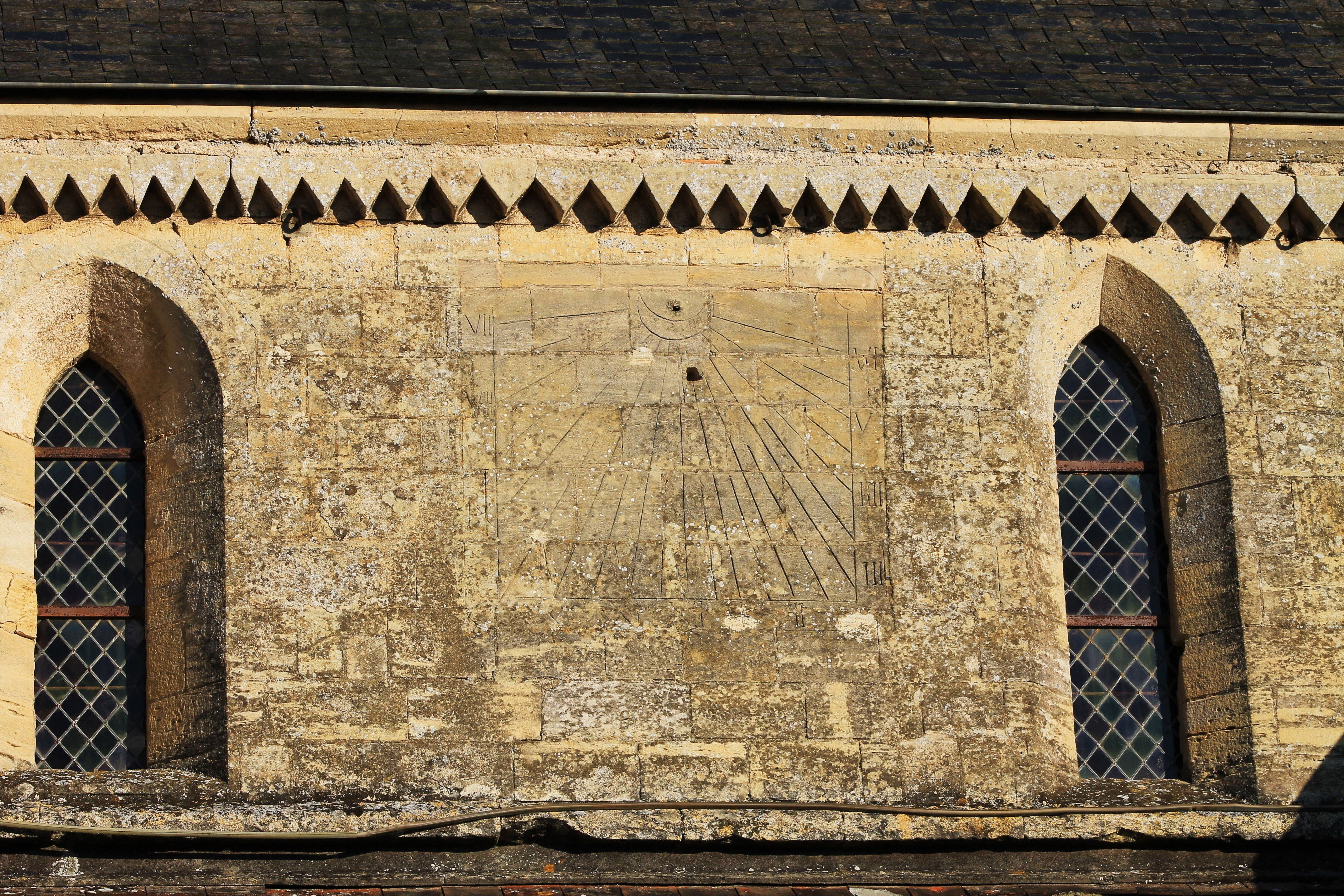
Cadran solaire de l'église.

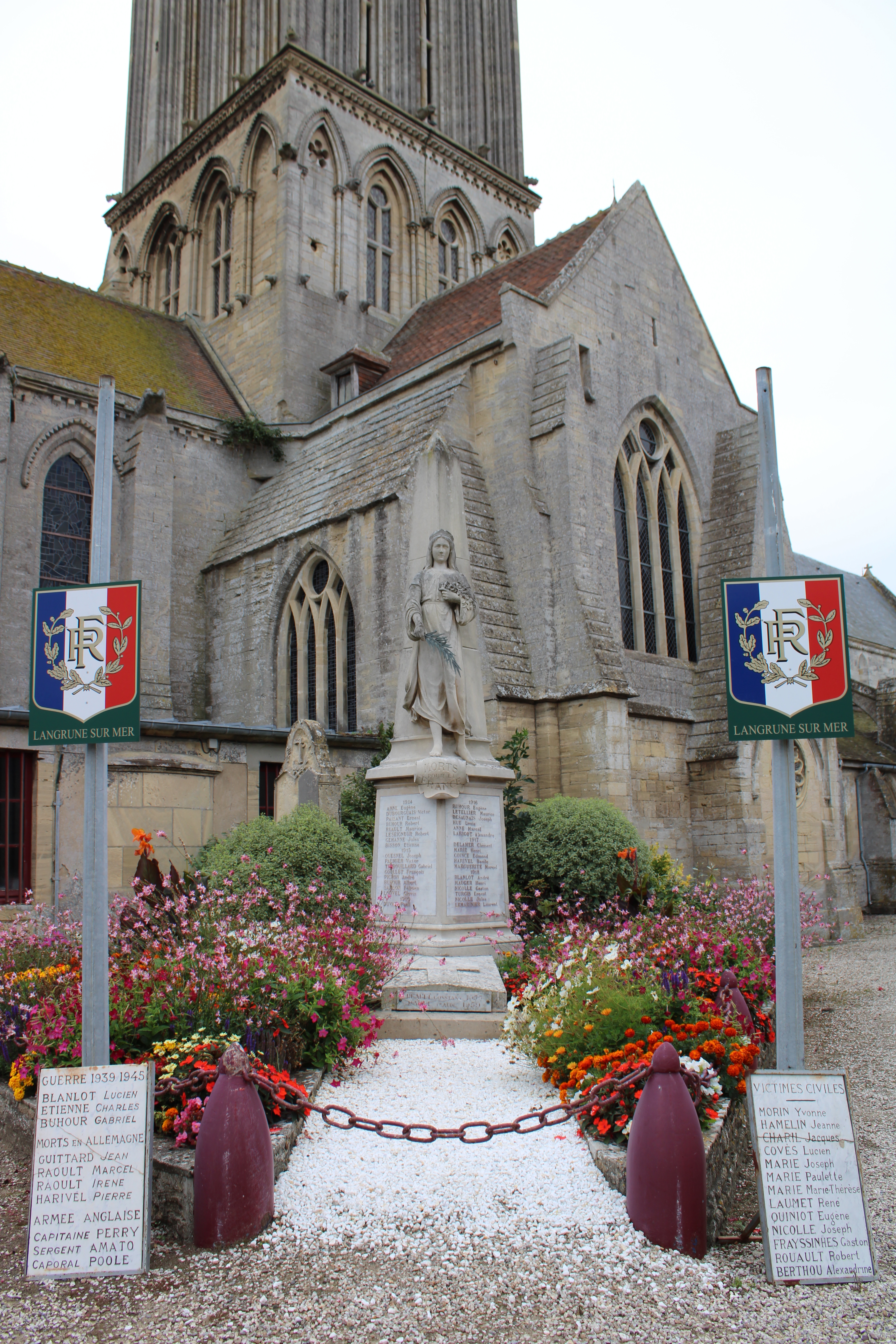
Le monument aux morts.

L'église Saint-Martin, du XIIIe siècle, est classée au titre des monuments historiques et dont le cimetière adjacent accueille la sépulture de l'abbé Maurice Bellière (1874-1907), frère spirituel de sainte Thérèse de Lisieux. Il figure au fronton, sculpté par Robert Coin (1901-2007), de la basilique de Lisieux au titre des personnages qui ont contribué à son édification.

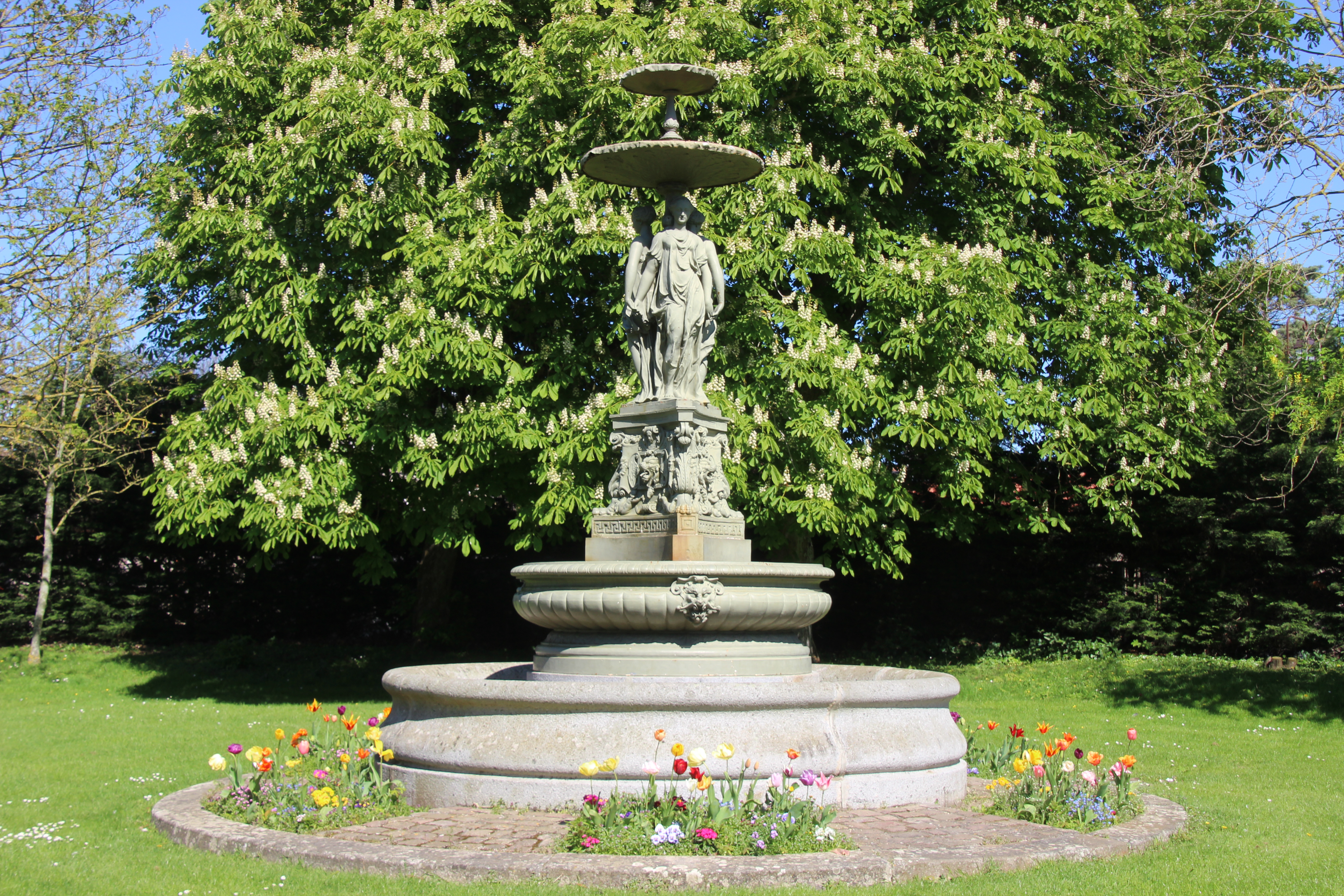
La fontaine des trois Grâces dans le parc de la mairie de Langrune.

En 1936, Madame Goldberg avait légué à l'église un tableau du peintre florentin Giovanni Antonio Sogliani, La Vierge à l'enfant avec saint Jean-Baptiste. Restaurée en 1994, cette œuvre était conservée à la mairie où elle n'était pas visible. Sur une proposition du maire, le conseil municipal, par un vote unanime (délibération du 17 novembre 2008), a décidé de déposer le tableau au musée des Beaux-Arts de Caen.
Dans le parc de la mairie se trouve la Fontaine des trois Grâces. Érigée à Caen en 1853 sur la place Saint-Pierre (devenue par la suite square Saint-Pierre). Elle en est retirée en 1861. Elle est placée en 1862 boulevard Saint-Pierre (renommé depuis boulevard Maréchal-Leclerc), devant l'hôtel de Than. Au début des années 1930, elle gêne l'installation d'un cinéma. Elle est achetée par Georges Lesage, pharmacien et maire de Douvres-la-Délivrande. Sa commune refuse la fontaine après sa mort, et elle est finalement acquise par la commune de Langrune-sur-Mer en 1957. Elle est restaurée en 2002.
À noter aussi la présence d'une ancienne commanderie templière XIIe et fin XVe siècle avec une porte surmontée d'un arc en accolade, et le Fief-Ferme, château des XIIe, XIVe et XVIe siècles.

### Personnalités liées à la commune
- Félix Albert Anthyme Aubert (Langrune, 1866 - 1940), peintre.
- Andrée Deflassieux-Fitremann (1889-1967), écrivaine, y est morte.
- Alain Cayzac, ancien président du Paris Saint-Germain Football Club (2006-2008), possède une maison familiale sur la commune de Langrune[réf. nécessaire].

### Héraldique
| Blason de Langrune-sur-Mer | Blason  | D'azur aux trois coquilles d'argent, à la bordure cousue de gueules chargée de huit (neuf) besants aussi d'argent. |
| Blason de Langrune-sur-Mer | Détails | |

## Pour approfondir